# Burg Elberfeld
Die Burg Elberfeld war die erste Befestigung und damit Keimzelle und Namensgeber der Großstadt Elberfeld, heute Teil von Wuppertal.

## Geschichte

### Vorgeschichte
Ab dem 7. Jahrhundert erfolgte die relativ späte und spärliche Besiedelung des überwiegend bewaldeten Wupperraums durch altgermanische Volksstämme (möglicherweise Borchter oder Westfalen). Die Region war lange Zeit Grenzgebiet zwischen dem Fränkischen Reich und dem Einflussgebiet der Sachsen, was neben den im Vergleich zur Rheinebene unwirtlicheren landwirtschaftlichen Bedingungen größere Siedlungsstrukturen verhinderte. Mit der fränkischen Landnahme ab dem 9. Jahrhundert wurden die spärliche, unter sächsischem Einfluss stehende Bevölkerung assimiliert. Karl der Große ließ in Folge zur Sicherung des Wuppergebiets fränkische Herrenhöfe anlegen, unter anderem vermutlich auch Elberfeld.
Der in Corvey wirkende Geschichtsschreiber Widukind berichtete gegen Ende des 10. Jahrhunderts von dem ersten Herren einer Fliehburg Elberfeld. Der Name „Elberfeld“ leitet sich ab von „Elve“, einem altsächsisch-niederdeutschen Wort für „Fluss“ (vgl. nordisch „Elv“ oder „Älv“), so dass der Name etwa „Fläche am Fluss“ bedeutet. Diese Fliehburg war ab 955 im Besitz des Kölner Erzbischofs und diente vermutlich als Versorgungsstation an der Heerstraße nach Soest, den Hilinciweg. Die Chroniken Widukinds sprechen von einem sächsischen Burgherrn Droste Brüning, Lehnsmann König Konrads I. Nach dessen Tod beanspruchte laut Widukind Eberhard von Franken die Burg, trotz Belagerung konnte er seine Ansprüche nicht durchsetzen. Ob diese Fliehburg mit der späteren Burg oder deren Standort identisch ist, ist ungeklärt.

### Erste Erwähnung als Tafelhof Elverfeld
1161 wurde ein Schulte (Villicus) von einem Tafelhof Elverfeld aus Besitz des Erzbischofs von Köln erstmals urkundlich erwähnt. Diesen befestigten Hof muss man sich als landwirtschaftliches Gut vorstellen, das vornehmlich der Produktion von Lebensmitteln und nur nebenbei als Verwaltungssitz für die direkte Umgebung diente. Er diente vor allem aber als kölnische Versorgungs- und Übernachtungstation für Geistliche, Adelige und Truppen, die auf der Straße reisten. Das später Burg Elberfeld genannte feste Haus ging vermutlich aus diesem Tafelhof hervor und wurde nochmals 1176 als Hof „Elvervelde“ erwähnt. Zu diesem Hof gehörte eine Kapelle, die wohl ein Vorgängerbau der heutigen Alten reformierten Kirche Wuppertal war, deren Gründung anhand ihres Patroziniums St. Laurentius und archäologischen Funden im 10. Jahrhundert datiert werden kann.
Eben in diesem Jahr 1176 wurde der Burghof an den Grafen von Berg verpfändet, der damit die Straße von Köln nach Westfalen kontrollieren konnte. Irgendwann im 13. Jahrhundert löste Köln das Pfand wieder ein und die Herren von Heppendorf traten 1243 als Kölner Lehnsleute und Besitzer der Burg unter dem Namen Herren von Elverfelde in Erscheinung. Die Besitzverhältnisse und Rechtsansprüche werden nun unklar, da neben der von Köln beanspruchten Oberhoheit die sich von Köln emanzipierten Bergischen Grafen, sowie als kölnische Vögte und Ministerialen eingesetzten Burgherren der Familie Elverfeldt unterschiedliche, sich überschneidende Rechte geltend machten.

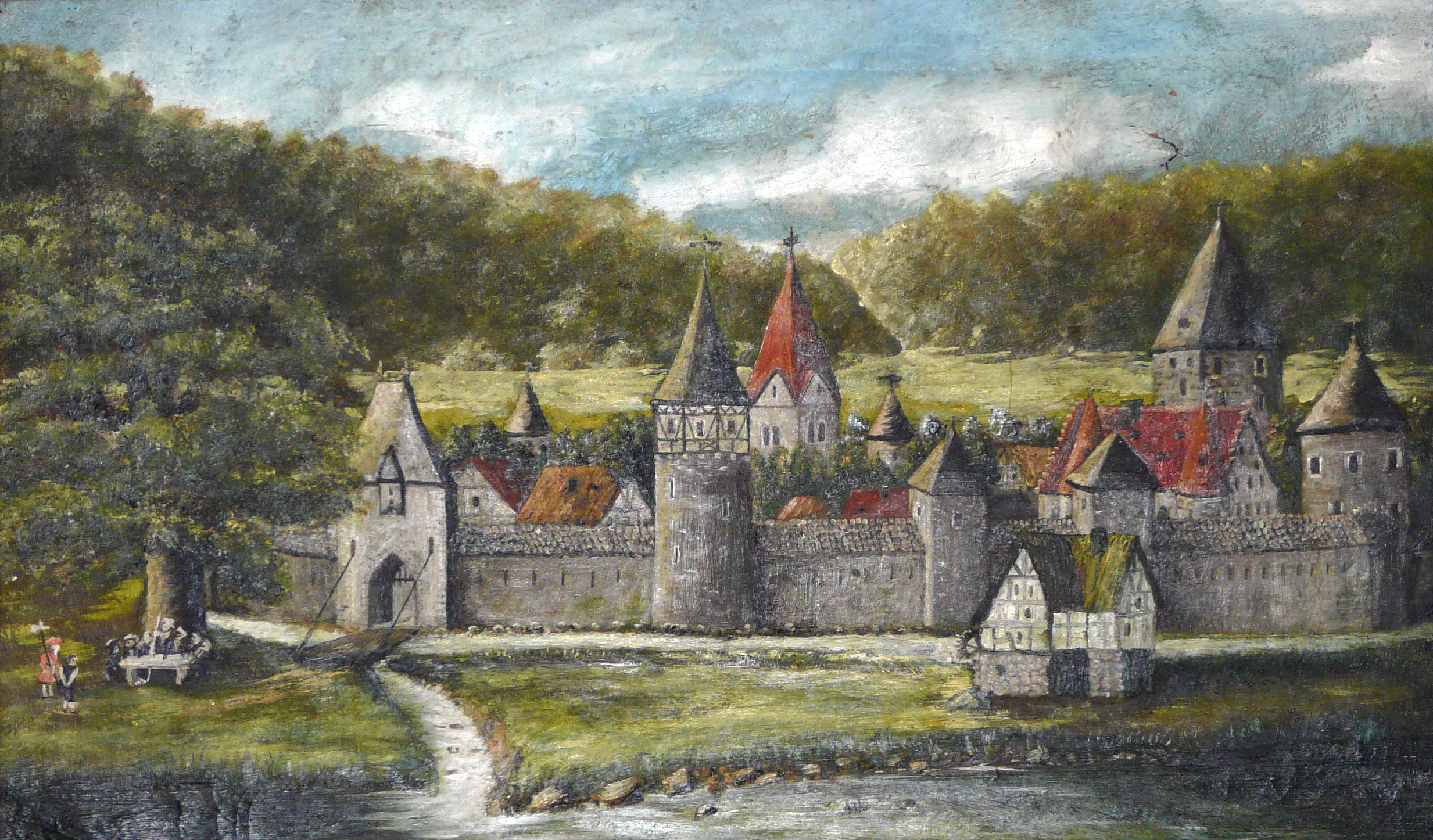
Gemälde der Burg Elverfeld im 12. Jahrhundert, unbekannter Maler um 1900. Die Darstellung wird in der Forschung als historisch nicht korrekt bewertet.

### Erste Erwähnung als Burg Elverfeldt
| Jahr          | Ereignis |
| 1355–1366 (?) | Bau der Burg |
| 1366          | Erste urkundliche Erwähnung der Burg infolge des Verkaufs an Engelbrecht Sobbe |
| 1396          | Tod Engelbrecht Sobbes und Erbübergang an Anna und Johann Sobbe. Dessen Schwager Eberhard von Limburg wird Burgherr |
| 1398          | Belagerung der Burg in der Folge der Bergisch-Märkischen Auseinandersetzungen nach der Schlacht von Kleverhamm. Tod Dietrichs II. von der Mark bei der Belagerung.                                                                           |
| 1399          | Johann Sobbe wird Burgherr |
| 1402          | Verkauf der Burg an den Erzbischof von Köln |
| 1402–1413 (?) | Rückkauf der Burg durch Johann Sobbe |
| 1403–1413 (?) | Vergabe des Freiheitsprivileg an die Burgmannensiedlung |
| 1408–1409     | Erneuerung der Befestigungsanlagen der Burg |
| 1414          | Übergang in den Besitz von Bernd Ovelacker |
| 1425          | Übertragung des Anteils Bernd Ovellackers an der Herrschaft Elberfeld und der Burg an Herzog Adolf VII. von Jülich-Berg |
| 1427          | Herzog Adolf VII. von Jülich-Berg erwirbt endgültig die Herrschaft Elberfeld mit der Burg von den Erben Eberhard von Limburgs. |
| 1429–1597     | Verfall der Befestigungsanlagen der Burg unter den Elberfelder Amtmännern |
| 1535          | Ein Brand zerstört Elberfeld |
| 1597          | Die bergischen Herzöge lösen das Pfand von Burg, Freiheit und Amt Elberfeld wieder ein. |
| 1598          | Johann von der Waye kartografiert Burg und Freiheit Elberfeld. Das Elberfelder Lagerbuch gibt Auskunft über die Verhältnisse |
| 1603, 1605    | Vermessung des Burggeländes durch Johannes von Pasqualini, Parzellierung und Verkauf an Elberfelder Bürger |
| 1609          | Erstellung eines Parzellenplans, aus dem heute die exakte Lage hervorgeht |
| 1610          | Antrag auf Erweiterung der Befestigungsanlagen der Freiheit. Zur Finanzierung wird kurzfristig das Stadtprivileg an die Freiheit verliehen, aber aufgrund des nicht zufriedenstellenden Baufortschritts der Stadtmauer 1623 nicht bestätigt. |
| 1647          | Abbruch der Stadtmauer und somit der letzten Reste der Burg auf Wunsch der Bevölkerung |

1366 ist schließlich erstmals explizit von einer „Burg“ die Rede, die nach wie vor der Adelsfamilie Elverfelde gehörte. Am 9. August 1366 verkaufte Johann von Elverfelde die Burg an den Ritter Engelbrecht Sobbe; die drei Veräußerungsurkunden von 1366 sind die ersten urkundlichen Nachweise der aus dem Tafelhof hervorgegangenen Burg. Nach wie vor ist die Burg und die Herrschaft Elberfeld zu dieser Zeit ein Lehen der Erzbischöfe von Köln, Engelbrecht Sobbe daher deren Lehnsmann.
Engelbrecht Sobbe bietet am 21. Januar 1369 die Burg Graf Engelbert III. von der Mark als Offenhaus an, also als Basis für Operationen im kurkölnischen Gebiet. 1371 ist der Besitz eines Waldgebiets im heutigen Staatsforst Burgholz beurkundet. Vermutlich leitet sich der Name Burgholz von diesem Besitztum ab. 1396 stirbt Engelbrecht Sobbe, sein Sohn Johann Sobbe und seine Tochter Anna Sobbe erben den Besitz.
Nach dem Tod Dietrichs II. von der Mark vermutlich während der Belagerung der Burg Elberfeld fiel die Grafschaft Mark an Adolf von Kleve. Zu dieser Zeit ist Eberhard von Limburg (Ehemann von Johanns Schwester Anna Sobbe und Gefolgsmann Adolfs VII. von Jülich-Berg) der Burgherr der Burg Elberfeld. Die Bergischen begannen sich durchzusetzen, erhielten vermutlich schon kurz nach 1399 (spätestens 1420 war das Amt Beyenburg mit Barmen wieder bergisch) ihr Unterbarmer Besitztum zurück und dehnten ihren Territorialbesitz auf den märkischen Teil Barmens aus. Ob dieser Zugewinn auf Kosten Marks durch militärische Gewalt oder durch eine Einigung stattfand, ist nicht überliefert. Bis 1420 verlagerte sich die Grenze des Bergisch beherrschten Territoriums jedenfalls nach Osten zum Bach Schellenbeck. Sie verpfändeten das Amt anschließend an Eberhard von Limburg, der als ein treuer Gefolgsmann Adolf VII. von Berg galt. Das Pfandgeld diente der Auffüllung der knappen Landeskasse.
Am 28. Januar 1399 trat Eberhard von Limburg die Burgherrschaft an seinen Schwager Johann Sobbe ab, der am 23. Mai 1402 nach dessen Zustimmung die Burg an den Erzbischof von Köln verkaufte. Ein zweijähriges Rückkaufrecht wird ausgehandelt.
Spätestens 1413 wird Johann Sobbe erneut von Köln mit der Burg belehnt, die er am 4. November des Jahres als Offenhaus Adolf Graf von der Mark und Kleve anbietet. 1414 stirbt Johann Sobbe und wird von einem Bernd Ovelacker beerbt, der die Burg nun dem Bergischen Herzog Adolf VII. von Jülich-Berg als Offenhaus anbot. Er übertrug schließlich am 25. September 1425 sein Besitztum über Burg und Herrschaft an Herzog Adolf VII. von Jülich-Berg.
Da aber auch Eberhard von Limburg, der Pfandherr des benachbarten Bergischen Amtes Beyenburg geworden war, noch Rechtsansprüche besaß, gingen Burg und Herrschaft erst nach dessen Tode am 12. November 1427 endgültig in Besitz Herzogs Adolf VII. von Jülich-Berg über. Zum Erwerb von Eberhards Tochter Mathilda nahm Adolf Kredite auf, zu deren Absicherung er die Einnahmen der Herrschaft Elberfeld und die Hälfte der Einnahmen der Herrschaft Cronenberg an den Kreditgeber verpfändet. Das Amt Elberfeld wird bald darauf eingerichtet und der Kreditgeber als Amtmann eingesetzt.
Die im Anschluss an die Burg entstandene Siedlung „Freiheit“ entwickelte sich aus einer Burgmannensiedlung. Zunächst muss man von einer Siedlung für Hörige ausgehen, dann von Ministerialen als Bewohnern. Im späten Mittelalter emanzipierte sich das Gemeinwesen und entwickelte ein dynamisches Eigenleben mit eigener Wirtschaft, hauptsächlich des Bleichergewerbes. Die Siedlung besaß, wie ihre Bezeichnung schon verrät, ein gewisses Maß an Steuerbefreiung und Selbstbestimmung.
Als wehrtechnische Anlage bestand die Burg vermutlich nur zwischen 1350 und 1500. Von 1550 bis 1647 umgab eine erweiterte Stadtmauer die Freiheit, die dann auf Wunsch der Bürgerschaft abgebrochen wurde.
Am 18. April 1536 fielen Freiheit und Burg einem Brand zum Opfer. Verursacht wurde das Feuer durch ein brennendes Strohdach in der Freiheit, versehentlich ausgelöst von einem gewissen Eckhardt Wichelingshaußen, der eine brennende Lunte unbeaufsichtigt liegen ließ. Die bürgerliche Siedlung wurde schnell wiederaufgebaut, die Burg dagegen blieb verfallen. 1597 löste Berg das Pfand wieder ein und nahm Amt, Freiheit und Burgruine wieder in Besitz.

### Niederlegung der Burg
1603 ebnete man ihr Gelände ein, vermaß, parzellierte und verkaufte es 1605. Dabei entstand ein Häuserblock, der einige Zeit weiter als Burg bezeichnet wurde. Noch heute erinnern die Straßen „Turmhof“ und „Burgstraße“ an die vergangene Geschichte. Der Straßenname Wall ist dagegen auf die Stadtbefestigung zurückzuführen. Bei Bauarbeiten wurden 2011 die Fundamente der Stadtmauer und die Mühlenpforte freigelegt. Das ehemalige Elberfelder Rathaus, das heute das Von der Heydt-Museum beherbergt und seine Vorgängerbauten wurden außerdem im Burgbereich errichtet. Der historische Verwaltungsort behielt so seine Funktion über Jahrhunderte, bis das neue Elberfelder Rathaus am Neumarkt im Jahre 1900 eingeweiht wurde.

## Architektur und archäologische Befunde

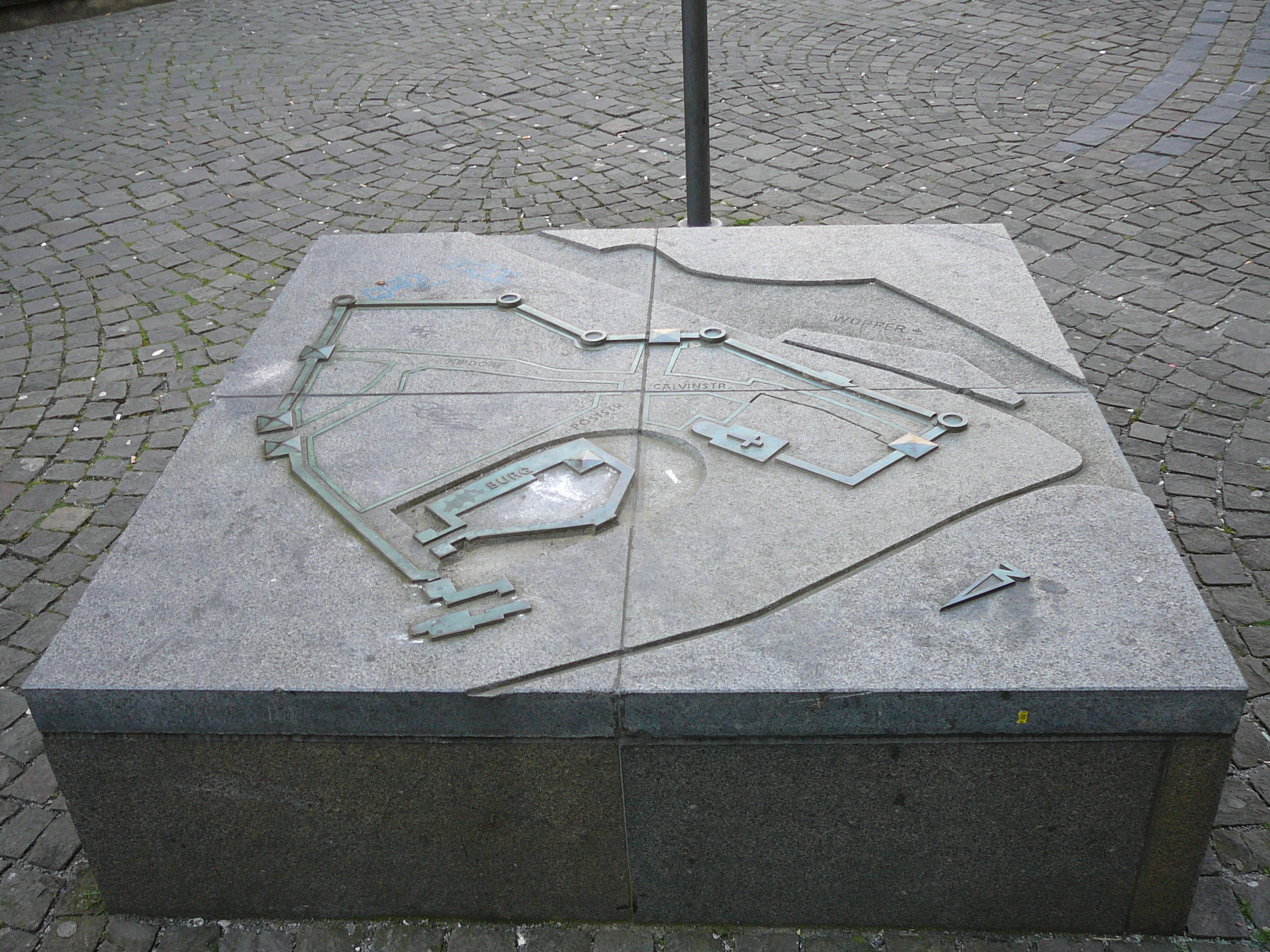
Modell der Burganlage

Von der Niederungsburg, heute ein Burgstall sind kaum Reste übriggeblieben, auch liegen keine Darstellungen des Baus vor. Über Form und Aussehen kann deshalb nur anhand des Planes von der Parzellierung des Burgbereiches 1605 spekuliert werden. Sicherlich kann man aus Analogien die Entwicklung von einem landwirtschaftlichen Gut hin zu einem durch Graben und Wall befestigten Anwesen annehmen. Diese Burg wird jedoch weniger fortifikatorische Zwecke erfüllt haben, vielmehr ist von einem einfachen Wohn- und Verwaltungsbau mit Steinfundamenten und Holzaufbauten auszugehen.
Laut Angaben eines Wuppertaler Juweliers soll ein Gewölbe der alten Elberfelder Burganlage unter verschiedenen Bauten überdauert haben und dient heute dem Juwelier als Verkaufsraum.
Bei Bauarbeiten kamen im Mai 2010 Mauerreste und Sedimente eines Grabens zum Vorschein. In einer ersten Einschätzung sagte die Archäologin Michelle-Carina Forrest, man sei bei den Ausschachtungen rings um das Alte Elberfelder Rathaus im östlichen Bereich des „Turmhofes“ auf „ein 1,70 m breites Fundament gestoßen, das aus altem Schiefer besteht“. Es sei angesichts der mächtigen Mauer durchaus möglich, dass dieses Fundament in Zusammenhang mit der alten Elberfelder Burganlage gebracht werden könne, vor allem, weil die Fundamente so tief in die Erde hinab reichen und weil eine dunkle, tonige Erdmasse entdeckt wurde, bei der es sich nach den ersten Vermutungen um die Verfüllung des Grabens rund um die frühere Wasserburg gehandelt haben könnte.
Nachdem im Fortgang der Grabungsarbeiten jedoch im Kreuzungsbereich „Poststraße“/„Schöne Gasse“ ein weiteres Mauerstück auftauchte (Fundamentbreite: gut zwei Meter), ist der Graben wohl erst ein paar Meter weiter östlich anzunehmen. Die beiden Fundamentreste, die in Übereinstimmung mit der Projektion der Karte des Johann von der Waye auf heutigen Karten als Grundmauern des Hauptgebäudes der Burg Elberfeld gedeutet werden, lassen derzeit die Vermutung zu, dass dieses in der Breite – bei noch unbekannter Länge – ein Lichtes Maß von 15,3 Metern besessen hat.

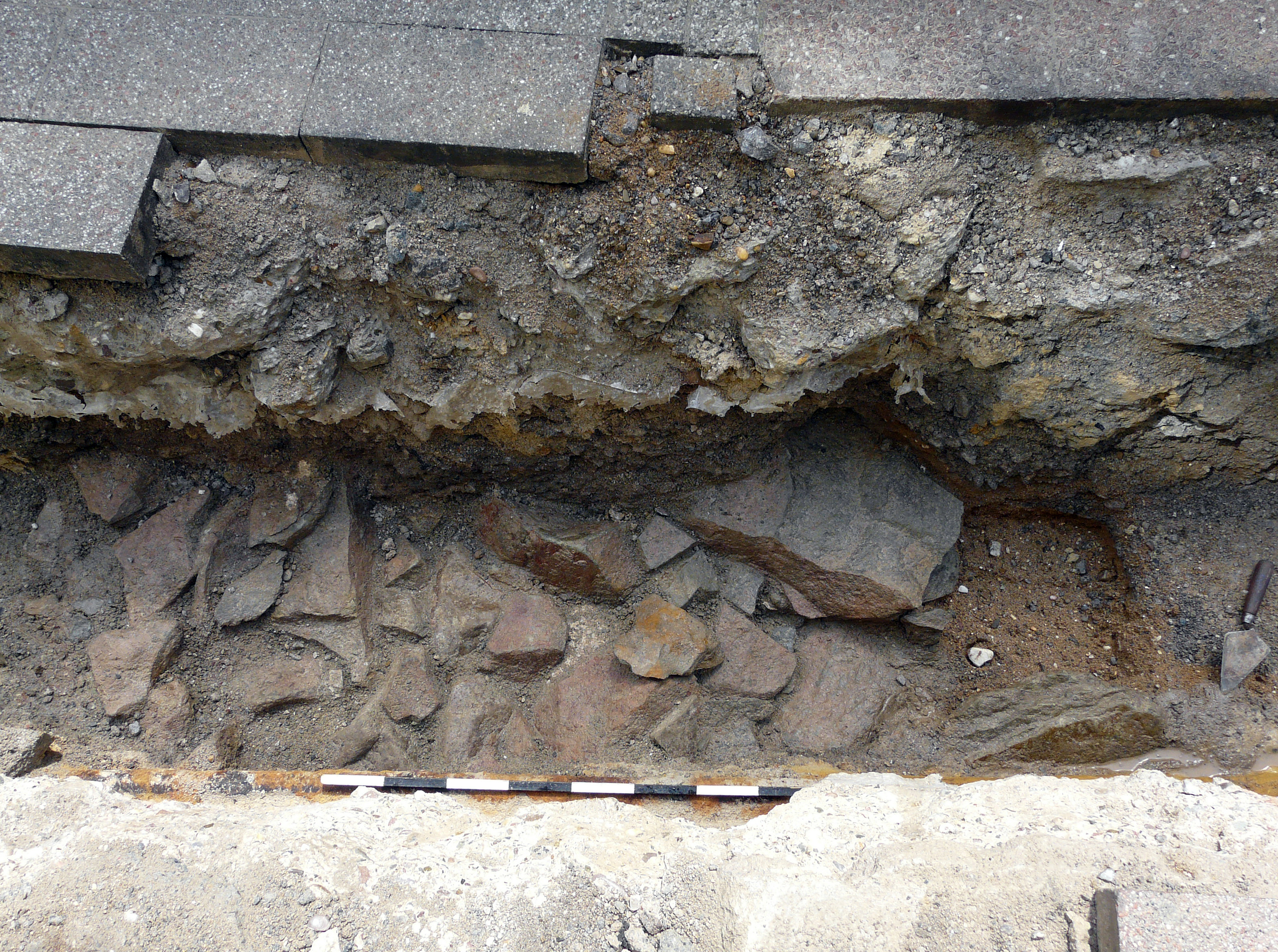
Mutmaßliches Fundament der westlichen Außenmauer (zum Burghof hin) des Hauptgebäudes der Burg Elberfeld (Zustand 17. Mai 2010)
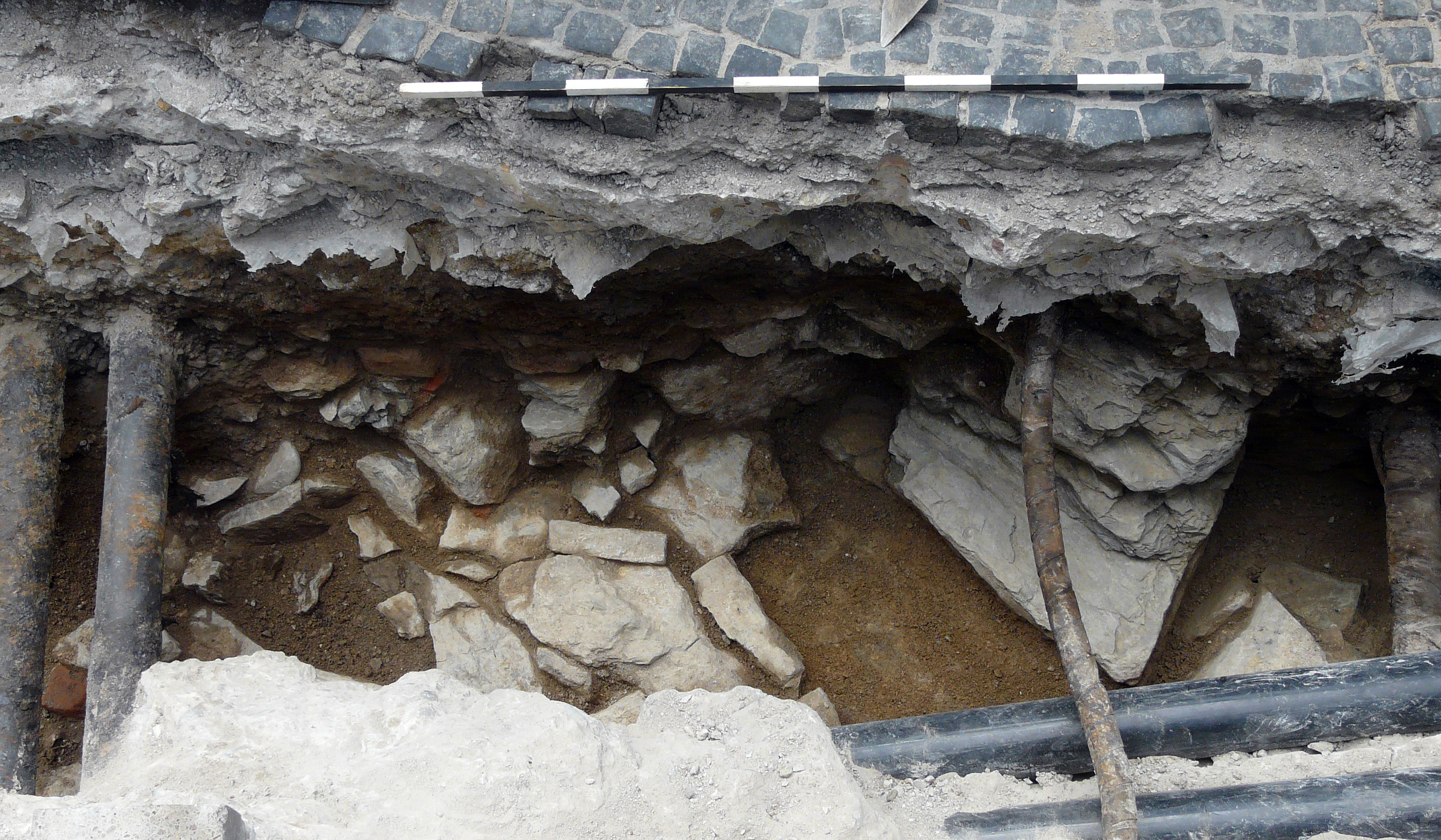
Teil der östlichen Außenmauer (zum Graben hin) des Hauptgebäudes der Burg Elberfeld (Zustand 25. Mai 2010)
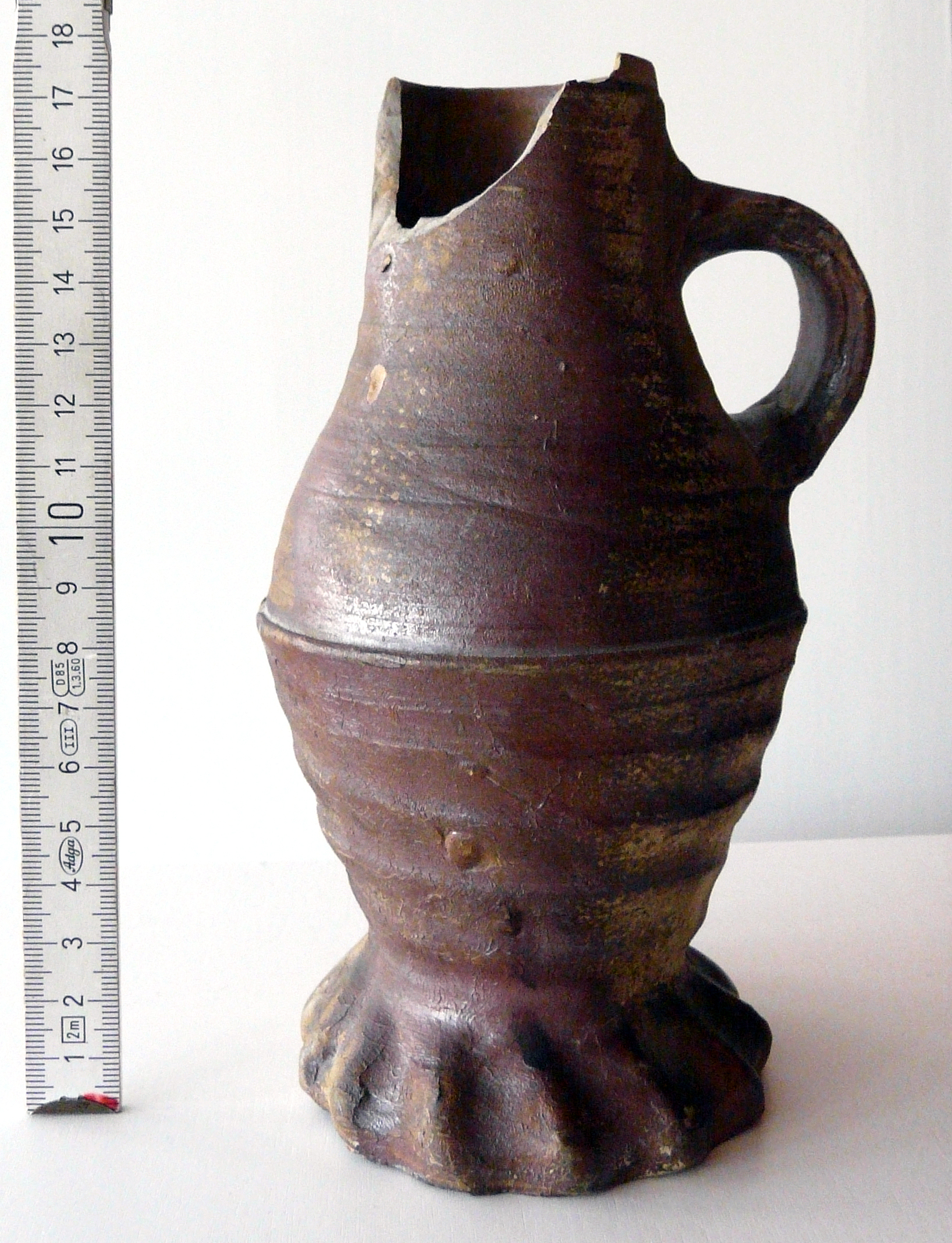
Siegburger Keramik aus dem Bereich der Burg Elberfeld; gefunden nach dem Zweiten Weltkrieg bei Auskellerungsarbeiten im Hause Poststr. 14, dem sog. „Moserhaus“, vermutlich aus der Verfüllung des ehemaligen Burggrabens